# Еник тип H1
Еник тип H1 (фр. Unic Type H1) је аутомобил произведен 1929. године од стране француског произвођача аутомобила Еник.